# Tert-ブチルイソシアニド
tert-ブチルイソシアニド(tert-butyl isocyanide)は、化学式がMe3CNC(Me = メチル基、-CH3)の有機化合物である。イソシアニドの一つで、官能基 C≡N-R を有する。反応性の大きい無色の液体で、強い不快臭を持つ。遷移金属元素と安定な錯体を形成し、金属-炭素結合を作ることができる 。tert-ブチルイソシアニドのニトリル異性体はピバロニトリルである。

## 合成
tert-ブチルイソシアニドは、ホフマンカルビルアミン反応で合成される。この反応では、tert-ブチルアミンのジクロロメタン溶液を、触媒量の塩化ベンジルトリエチルアンモニウム（相間移動触媒）の存在下、クロロホルムと水性水酸化ナトリウムで処理する。
Me3CNH2 + CHCl3 + 3 NaOH  →  Me3CNC + 3 NaCl + 3 H2O

## 錯体化学
シアニドの炭素上に非共有電子対があるため錯体の配位子になることができ、特に酸化数が0、+1、+2の金属と錯体を作る。tert-ブチルイソシアニドは、Pd(I)のような稀な酸化数で金属を安定化させることが分かっている。
Pd(dba)2  +  PdCl2(C6H5CN)2  +  4 t-BuNC   →   [(t-BuNC)2PdCl]2  +  2 dba  +  2 C6H5CN
tert-ブチルイソシアニドは大きなtert-ブチル基を有するにもかかわらず、八配位のホモレプティック錯体を作ることができる。これは中心金属とtert-ブチル基との距離が直線的なM-C-≡N+-C結合により長くなるためである。

### 金属カルボニルとの類似点
例えばFe2(CO)9とFe2(tBuNC)9のようにtert-ブチルイソシアニドが形成する錯体は、二成分金属カルボニル錯体と化学量論的にいくつかの類似点がある。しかし、構造は類似しているものの、tert-ブチルイソシアニドはCOよりも優れたドナー配位子であるため異なる点もいくつかある。例えばFe(tBuNC)5は容易にプロトン化するが、Fe(CO)5はしない。

## 安全性
一酸化炭素と同様の毒性がある。